# Czarna Huta (powiat gdański)
Czarna Huta (kaszb. Czôrnô Hëta) – wieś w Polsce położona w województwie pomorskim, w powiecie gdańskim, w gminie Przywidz. Wieś jest częścią składową sołectwa Stara Huta.
W latach 1975–1998 miejscowość należała administracyjnie do województwa gdańskiego.